# 5346 Benedetti
5346 Benedetti è un asteroide della fascia principale. Scoperto nel 1981, presenta un'orbita caratterizzata da un semiasse maggiore pari a 3,1416508 au e da un'eccentricità di 0,1782628, inclinata di 2,44666° rispetto all'eclittica.